# Roger Woodward
Roger Woodward   (Sydney, 20 de desembre de 1942) és un pianista de concerts clàssics australià.

## Biografia
Woodward va néixer el 1942 a Chatswood, un suburbi de Sydney, el més petit de quatre fills de Gladys i Frank Woodward. Va estudiar música eclesiàstica amb Kenneth Long a Sydney i, al Conservatori Estatal de Música de Nova Gal·les del Sud, direcció amb Sir Eugène Goossens, piano amb Alexander Sverjensky i composició amb Raymond Hanson. Va guanyar la secció de piano del Concurs de Vocal Instrumental i Vocal de 1964, superant a David Helfgott a la final.
El 2002 va ser nomenat director fundador de l'Escola de Música i Dansa de la Universitat Estatal de San Francisco (SFSU). És professor de piano clàssic a l'escola de música de la SFSU.
El 2014, Woodward va publicar la seva autobiografia, Beyond Black and White: My Life in Music.

## Vida personal
Woodward té tres fills, un dels quals és adoptat.

## Distincions i guardons
Woodward ha rebut nombrosos premis, inclosos:
- Companion Order of Australia, (AC) (1992)[5]
- Australian National Living Treasure (National Trust) (1997)[6]
- Medalla d'or Gloria Artis al mèrit a la cultura[7]
- Membre honorari de l'Acadèmia Australiana de les Humanitats (FAHA) (2019)[8]
- Chevalier (Cavaller) de l'Ordre de les Arts i les Lletres (2004)